# Capitão Gervásio Oliveira
Capitão Gervásio Oliveira é um município brasileiro do estado do Piauí. Localiza-se a uma latitude 08º29'25" sul e a uma longitude 41º49'11" oeste, estando a uma altitude de 400 metros. Sua população absoluta de acordo com o Censo 2010 era de 3.878 habitantes. Possui uma área de 1516,7 km².
O município possui a segunda maior reserva de níquel do Brasil. Atualmente a área é explorada pela empresa Vale do Rio Doce, que estima a existência de uma quantidade de 25 milhões de toneladas do minério.

## História
O município foi criado em 1994 pela Lei Estadual nº. 4.680 de 26 de janeiro de 1994, quando desmembrado dos municípios de Dom Inocêncio e São João do Piauí.
A instalação da sede municipal só veio a ocorrer em 1 de janeiro de 1997
.

## Subdivisões Administrativas

### Subdivisão geográfica
- Mesorregião do Sudeste Piauiense;
- Microrregião do Alto Médio Canindé.

### Subdivisão de planejamento
No plano estadual de desenvolvimento o município se situa:
- Macrorregião dos Semiáridos Piauienses;
- Território Integrado da Serra da Capivara;
- Aglomerado 17.

## Geografia

### Relevo
A região apresenta formas de relevo como superfícies tabulares reelaboradas (chapadas baixas), relevo plano com partes suavemente onduladas e altitudes variando de 150 a 300 metros; superfícies tabulares cimeiras (chapadas altas), com relevo plano, altitudes entre 400 a 500 metros, com grandes mesas recortadas e superfícies onduladas com relevo movimentado, encostas e prolongamentos residuais de chapadas, desníveis e encostas mais acentuadas de vales.

## Aspectos sociais

### Demografia
Possui uma população de 3.878 (Censo 2010) sendo 51,52% da população composta por homens e 70,02% residente em contexto rural. Com razoáveis índices de longevidade o município apresenta uma população composta por cerca de 11% de idosos com mais de 60 anos.
A taxa média de crescimento anual da população é de 1,23%, o que mostra uma retração do crescimento populacional do município se comparado às taxas de 1991 a 2000 que registravam uma média de crescimento anual de 3,58%. Nas últimas duas décadas, a taxa de urbanização esteve estagnada, sendo a maioria esmagadora dos habitantes residentes a zona rural do município.

### Indicadores sociais

#### IDH
O Índice de Desenvolvimento Humano do município é 0,553 (Censo 2010). Está situado na faixa de Baixo Desenvolvimento Humano. Entre 2000 e 2010, a dimensão que mais cresceu em termos absolutos foi Educação (com crescimento de 0,372), seguida por Longevidade e por Renda.
Veja o quadro evolucional do índice de educação do município, a evolução foi de +357,02%:
- 1991 - 0,010
- 2000 - 0,092
- 2010 - 0,464

Capitão Gervásio Oliveira ocupa a 5157ª posição em relação aos 5.565 municípios do Brasil. Em relação aos 224 outros municípios de Piauí, ocupa a 155ª posição, sendo que 154 (68,75%) municípios estão em situação melhor.
Veja as pontuações dos aspectos de composição do IDH do município:
- Educação: 0,464
- Longevidade: 0,725
- Renda: 0,503

#### Índice de Gini
O município teve um crescimento de +217,50% em termos de renda nas últimas duas décadas, passando de R$57,49 em 1991 para R$109,07 em 2000 e R$182,53 em 2010. A taxa média anual de crescimento foi de 89,72% no primeiro período e 67,35% no segundo. Houve diminuição no quadro de extrema pobreza, passando de 66,18% em 1991 para 40,19% em 2010.
Nesse mesmo período de análise houve aumento da desigualdade social, o Índice de Gini passou de 0,40 em 1991 para 0,56 em 2010.

## Clima
O clima é caracteristicamente semiárido quente e com chuvas de verão. A precipitação pluviométrica média anual é definida pelo Regime Equatorial Continental, com isoietas anuais em torno de 500 mm, que se distribuem ao longo do trimestre janeiro-fevereiro-março.
Com verões chuvosos o outono e o inverno costumam ser as estações mais secas, já a primavera é marcada pelo acentuado acréscimo na temperatura seguida pelas primeiras chuvas da estação cheia.
A temperatura média anual é de 27 °C. O mais seco é agosto, quando a precipitação cai para 0mm, por outro lado é nesse mês que também se registra as menores temperaturas, com mínimas inferiores a 18 °C. A variação anual de temperatura pode chegar aos 3,4 °C. Estando inserido na mesorregião climática dos semiáridos piauiense, o município se situa sobre uma das regiões mais áridas do estado, classificada como Semi-Árida segundo os níveis de umidade relativa.
Estando a uma altitude média de 400m acima do nível do mar, o município faz parte do médio vale do Rio Canindé, segunda maior sub-bacia do estado do Piauí e afluente do Rio Parnaíba.

## Economia
| |        |
| \| Impostos \| 9,4 % \| \| Serviços \| 71,9 % \| \| Agropecuária \| 10,4 % \| \| Indústria \| 8,4 % \| |        |
| Impostos                                                                                               | 9,4 %  |
| Serviços                                                                                               | 71,9 % |
| Agropecuária                                                                                           | 10,4 % |
| Indústria                                                                                              | 8,4 %  |

Os rendimentos econômicos são maciçamente concentrados sobre o setor de prestação de serviços (cerca de 71,9% do PIB). No cenário agrícola destaca-se o cultivo de feijão, mandioca e milho, com produção anual de cerca de 1.036 toneladas, a maior ênfase é na cultura de mandioca.
Na pecuária destacam-se a criação de caprinos e ovinos, com destaque especial para a criação de galináceos (34.848 aves).
O Produto Interno Bruto é definido pelo montante de 14.094 mil reais, com renda per capita de 3.601,97 reais.